# Derek Jarman
Michael Derek Elworthy Jarman (Londres, 31 de enero de 1942 - Londres, 19 de febrero de 1994), conocido como Derek Jarman, fue un director de cine, escenógrafo, artista plástico y escritor británico.

## Datos biográficos

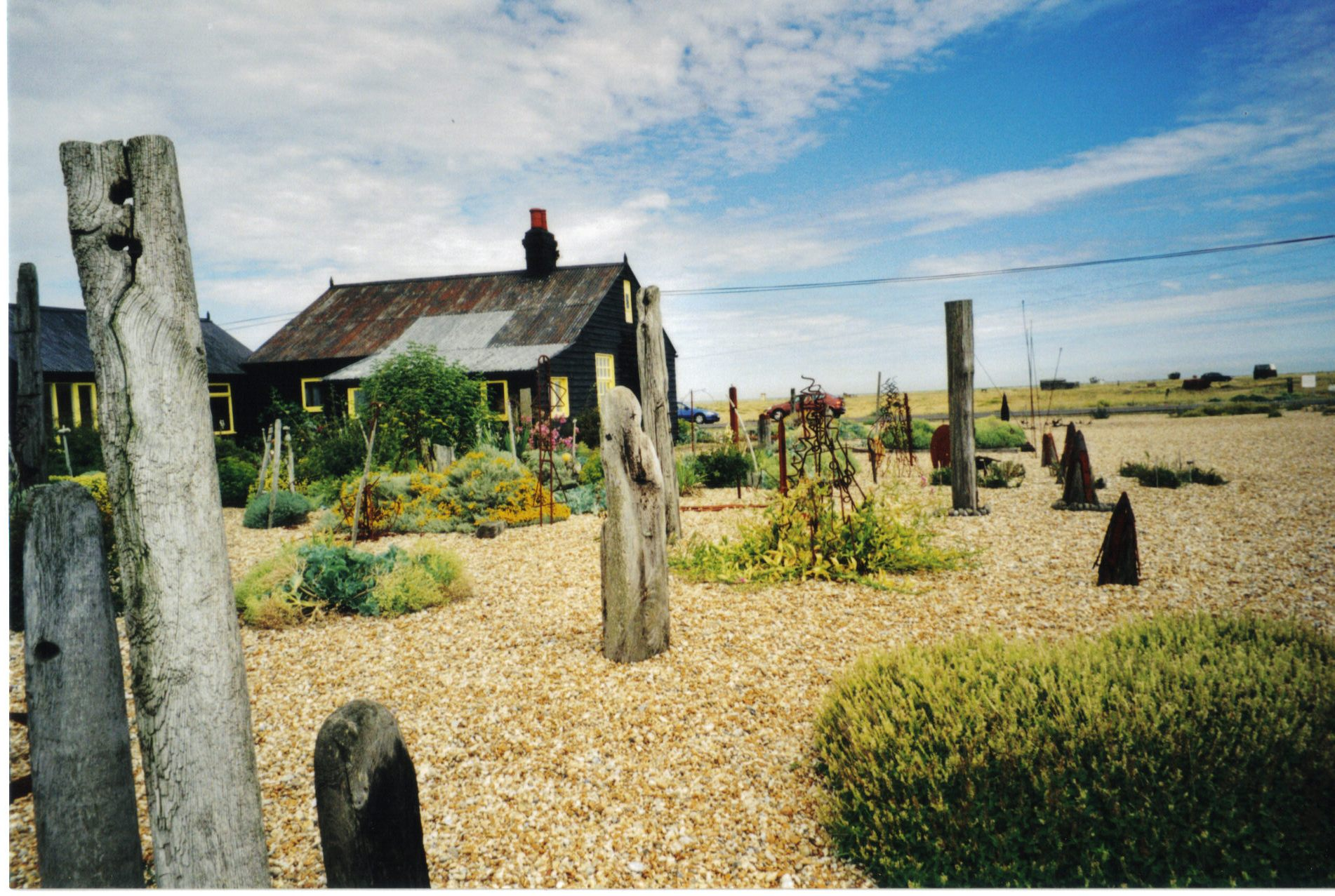
Casa y jardín de Derek Jarman, en Dungeness.

Michael Derek Elworthy Jarman nació en Northwood, Middlesex, Inglaterra, el 31 de enero de 1942. Era hijo de Lancelot Elworthy Jarman, oficial de la RAF (originario de Nueva Zelanda) y de Elizabeth Evelyn (de soltera, Puttock),estudiante de artes (nacida en la India) que trabajó por un tiempo para el modista Norman Hartnell.
A partir de 1960 estudió en el King's College de Londres, y desde 1963, en la Escuela de Arte Slade, de la University College de Londres. Tenía su estudio en Butler's Wharf, en Londres, y formó parte del círculo social de Andrew Logan en la década de 1970.
Escritor, poeta, actor (actuó en Julio César, de William Shakespeare, uno de sus autores preferidos), escenógrafo, diseñador, cineasta, pintor y activista por los derechos de los homosexuales, es reconocido mundialmente por la calidad de sus obras. Se dio a conocer inicialmente como escenógrafo, con la producción de  Ken Russell's The Devils (1971). Debutó en el cine con Sebastiane (1976), sobre el martirio de San Sebastian. Fue una de las primeras películas británicas en mostrar imágenes positivas de los gays; el diálogo se desarrollaba completamente en Latin.
El 22 de diciembre de 1986 fue diagnosticado con el VIH, e hizo pública su condición de seropositivo. Su enfermedad le llevó a mudarse a Prospect Cottage, Dungeness, cerca de una central nuclear. Su última película, Blue (1993), consiste en una imagen fija de un fondo azul intenso, con una banda sonora muy elaborada. Ésta manifiesta la intención del director de continuar haciendo películas a pesar de estar perdiendo la vista a causa de su enfermedad.
Murió en 1994 por una enfermedad relacionada con el sida. A su muerte, Chumbawamba, banda de rock inglesa, sacó su Song for Derek Jarman, en su honor. Andi Sexgang lanzó el CD Last of England como tributo a Jarman. Y el album experimental The Garden Is Full of Metal de Robin Rimbaud incluía piezas de discursos de Jarman.
Hay una Placa Azul que conmemora a Jarman y fue descubierta en el Butler's Wharf de Londres el 19 de febrero de 2019, en el 25.º aniversario de su muerte.

## Filmografía
- Sebastiane (1976)
- Jubilee (filmada en 1976, lanzada en 1977)
- The Tempest (1979)
- Imagining October (1984)
- The Angelic Conversation (1985)
- Caravaggio (1986)
- The Last of England (1987)
- War Requiem (1989)
- The Garden (1990)
- Eduardo II (1991)
- Wittgenstein (1993)
- Blue (1993)
- Glitterbug (1994)

## Videos musicales
- The Sex Pistols: The Sex Pistols Number One (1976).  Filmaciones en vivo.
- The Smiths: The Queen is Dead, Panic, There is a Light That Never Goes Out, Ask (circa 1986).
- Pet Shop Boys: It's a Sin y Rent.

## Otros trabajos

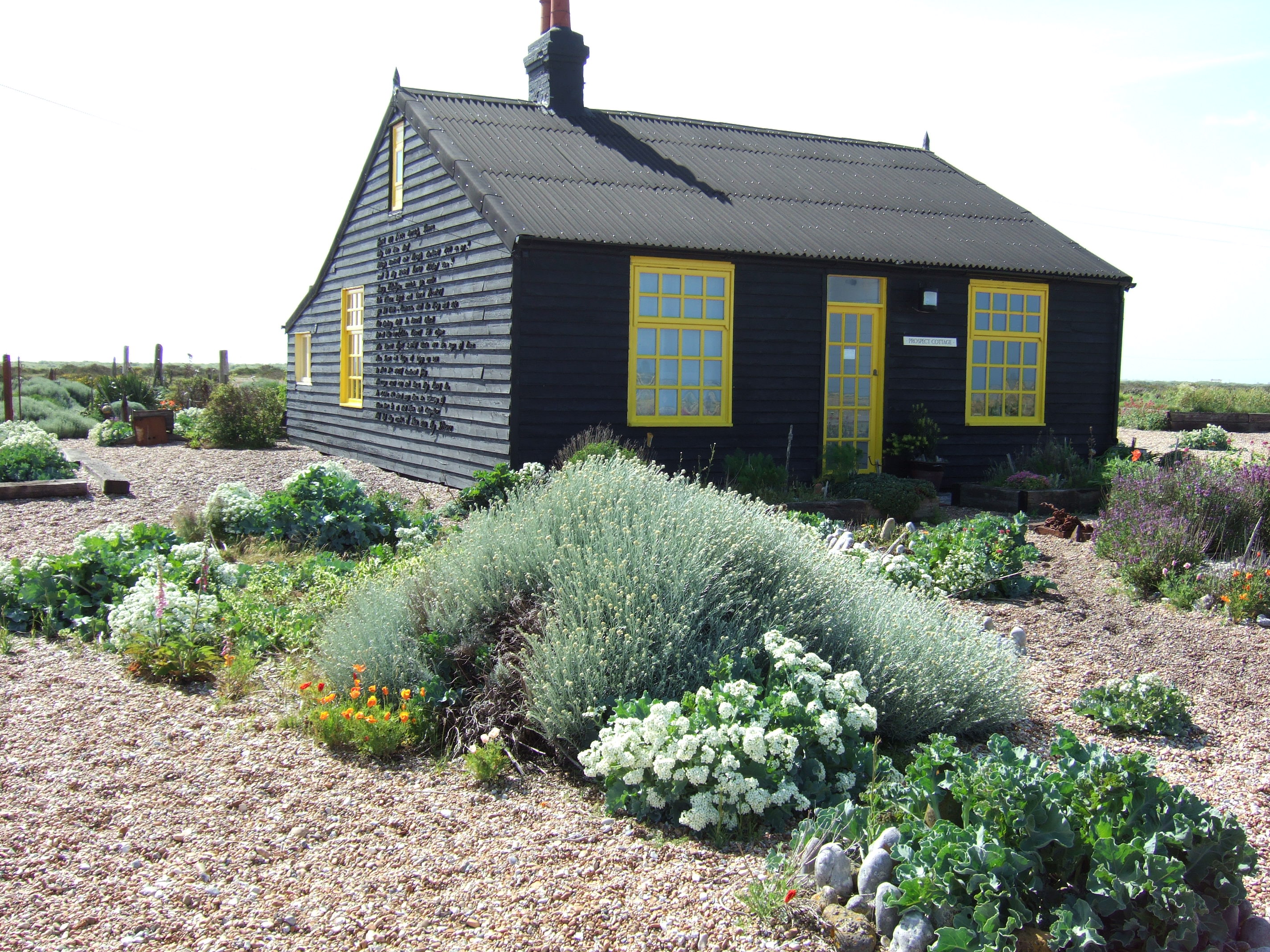
Jardin de Derek Jarman, en Prospect Cottage, Dungeness, en mayo de 2007

Jarman merece un crédito especial por su trabajo de creación y expansión del video pop en Inglaterra, y como un importante militante por los derechos de los homosexuales.
Se han publicado varios volúmenes de sus diarios.[cita requerida]
Jarman escribió varios libros, entre los que cabe destacar su autobiografía Dancing Ledge (1984), que cuenta su vida hasta la edad de 40 años. Da su propia visión de la historia de la vida gay life en Londres (1960s-1980s), trata sobre su aceptación de su propia homosexualidad a los 16 años, y relata los retos emocionales y financieros de una vida dedicada al cine. También tiene una colección de poesía, A Finger in the Fishes Mouth, dos volúmenes de diarios, Modern Nature y Smiling In Slow Motion y dos tratados sobre su trabajo en el cine y el arte, The Last of England (publicado también bajo el título Kicking the Pricks) y Chroma.
También se le recuerda por su jardín de piedras, creado durante los últimos años de su vida, a la sombra de la central nuclear de Dungeness. En aquella época, también volvió a pintar (véase Evil Queen: The Last Paintings, 1994).

## Premios y distinciones
Festival Internacional de Cine de Berlín
| Año  | Categoría                                     | Película   | Resultado |
| ---- | --------------------------------------------- | ---------- | --------- |
| 1986 | Oso de Plata por un logro único sobresaliente | Caravaggio | Ganador   |